# Shōichi Hasegawa
Pour les articles homonymes, voir Hasegawa.
Shōichi Hasegawa (長谷川 彰一, Hasegawa Shōichi) ou Soichi (né le 7 septembre 1929 à Yaizu, dans la préfecture de Shizuoka et mort le 22 février 2023 à Paris) est un graveur et peintre de technique mixte japonais du XXe et du début du XXIe siècle.

## Biographie
Élève de l'Institut Kokuga à Tokyo, il est initié à la gravure dans l'Atelier 17 de Stanley William Hayter à Paris, où il arrive en 1961. Il participe à de nombreuses expositions collectives, surtout pour la gravure : 1962 Salon de la Jeune Peinture à Paris, 1963, 1964 Salon des réalités nouvelles à Paris, 1963, 1965, 1967 Biennale internationale de gravure à Ljubljana, depuis 1963 Salon de la Jeune Gravure contemporaine à Paris, 1966 Biennale internationale de gravure à Cracovie ; en 1968 il obtient le Premier Prix pour la Gravure à l'Exposition internationale de Côme, il obtient ensuite d'autres nombreux prix dans le monde entier.

## Style et traditions
Shōichi Hasegawa montre ses travaux dans de très nombreuses expositions personnelles, d'entre lesquelles : 1957, 1959, 1961, 1979, 1986 à Tokyo ; 1964, 1968, 1972, 1978, 1980, 1981 à Paris, et dans de nombreuses autres villes : Stockholm, Ljubljana, Melbourne, Bordeaux, Orléans, Bruxelles, Liège, Genève, Strasbourg, Francfort, Stuttgart, Londres, etc. Comme abstrait, il effectue une synthèse entre calligraphie extrême orientale, symbolisme traditionnel des formes et des couleurs, et expressions nouvelles occidentales. Sur des fonds colorés « tachistes », sont gravés en blanc des motifs graphiques décoratifs dans la tradition de l'imagerie populaire japonaise.

## Musées
- Easton (Acad.of the Arts):
  - Peinture.
- Londres (Victoria and Albert Museum Cabinet des estampes).
- New York (musée d'Art moderne de New York).
- Norrköping :
  - Peintures.
- Oklahoma City (Art Center) :
  - Peintures.
- Paris (Cabinet des estampes).
- Québec (estampes, Musée national des beaux-arts du Québec)[3]